# Isthmohyla melacaena
Espèce
Synonymes
- Hyla melacaena McCranie & Casteñeda, 2006

Statut de conservation UICN

 NT  : Quasi menacé
Isthmohyla melacaena est une espèce d'amphibiens de la famille des Hylidae.

## Répartition
Cette espèce est endémique du Honduras. Elle se rencontre entre 1 370 et 1 990 m d'altitude sur la sierra de Omoa dans le  département de Cortés,.

## Publication originale
- McCranie & Castañeda, 2006 : A new species of hylid frog from northwestern Honduras. Herpetologica, vol. 62, no 3, p. 318-323.